# 나카야 사야카
나카야 사야카(仲谷 明香, 1991년 10월 15일 - )는 일본의 성우로, 여성 아이돌 그룹 전 AKB48 팀K의 멤버이다. 아뮬레토 소속이다. 아이카츠 스타즈!의 성우이다.
SKE48 팀KII 하타 사와코와 사토 아미나와 같은 꿈인 성우라는 꿈을 이루기 위해 졸업. 친구 : AKB48 팀A 졸업멤버 : 마에다 아츠코(중학교동창)

## 성우 활동

### TV 애니메이션
2011년
- 모시도라 (호죠 아야노)

2012년
- AKB0048 (아이다 오리네)

2014년
- 해피니스 차지 프리큐어! (큐어 웨이브/오리나)

2016년
- 아이카츠 스타즈! (하루카☆루카)